# Capitalismo selvagem
Capitalismo selvagem utilizado pela primeira vez por Karl Marx, em O Capital obra de origem austríaca, quando traduzido para o inglês e demonstra o seu receio do que ele denominava de Capitalismo - econômico, ou Poder do Dinheiro ficar na mão do que ele denominava de Leviatã em Política ou Estado, onde o Estado com seu Poder de vida e morte, característica do Estado, se tornar juíz da situação, sendo e esse é um termo extremo de revoltada das massas, sendo muito pior do que ele tratava na obra que era o capitalismo privado, em que o Estado é o árbitro da economia, que se refere à e na fase do capitalismo na época da revolução industrial (século XVIII), popular e/ou proletária, quando as condições de trabalho se encontram na miséria ou seja no que Karl Marx denominou de pobreza da pobreza, a miséria extrema causada pelo Leviatã no estabelecimento das classes operárias eram: baixos salários ao extremo da miséria (pobreza da pobreza), um dia de trabalho de 14 horas, com transporte e alojamento inadequados para o estresse e que levam o homem a loucura, demência, utilização das drogas para se manter de forma dita "normal", na sua época já tratava-se a demência com ópio, para acalmar ao povo e etc.
Hoje emprega-se a locução "capitalismo selvagem" para indicar um capitalismo de grande concorrência entre as multinacionais em que figura o Estado, sem arbítrio da Organização das Nações Unidas (ONU), e do chamada "Banco Mundial" ou Fundo Monetário Internacional (FMI) em que existe a participação das Nações no denominado "Fundo Soberano", sem fins lucrativos, mantendo-se o Câmbio das Moedas - dinheiro em seu Valor de mais - valia o Valor - Real do Dinheiro (Moeda) - LEGÍTIMA.
A ONU, portanto é a grande responsável internacional para que se evite e se dominam vários mercados em oligopólios ou comunidades de países de Capitalismo Selvagem, com o apoio  dos governos constituídos, os Estados. Este segundo conceito também é ligado à ausência de sustentabilidade e/ou ECONOMETRIA no modelo de capitalismo dos dias de hoje.